# Zur Mühle 10 (Mönchengladbach)

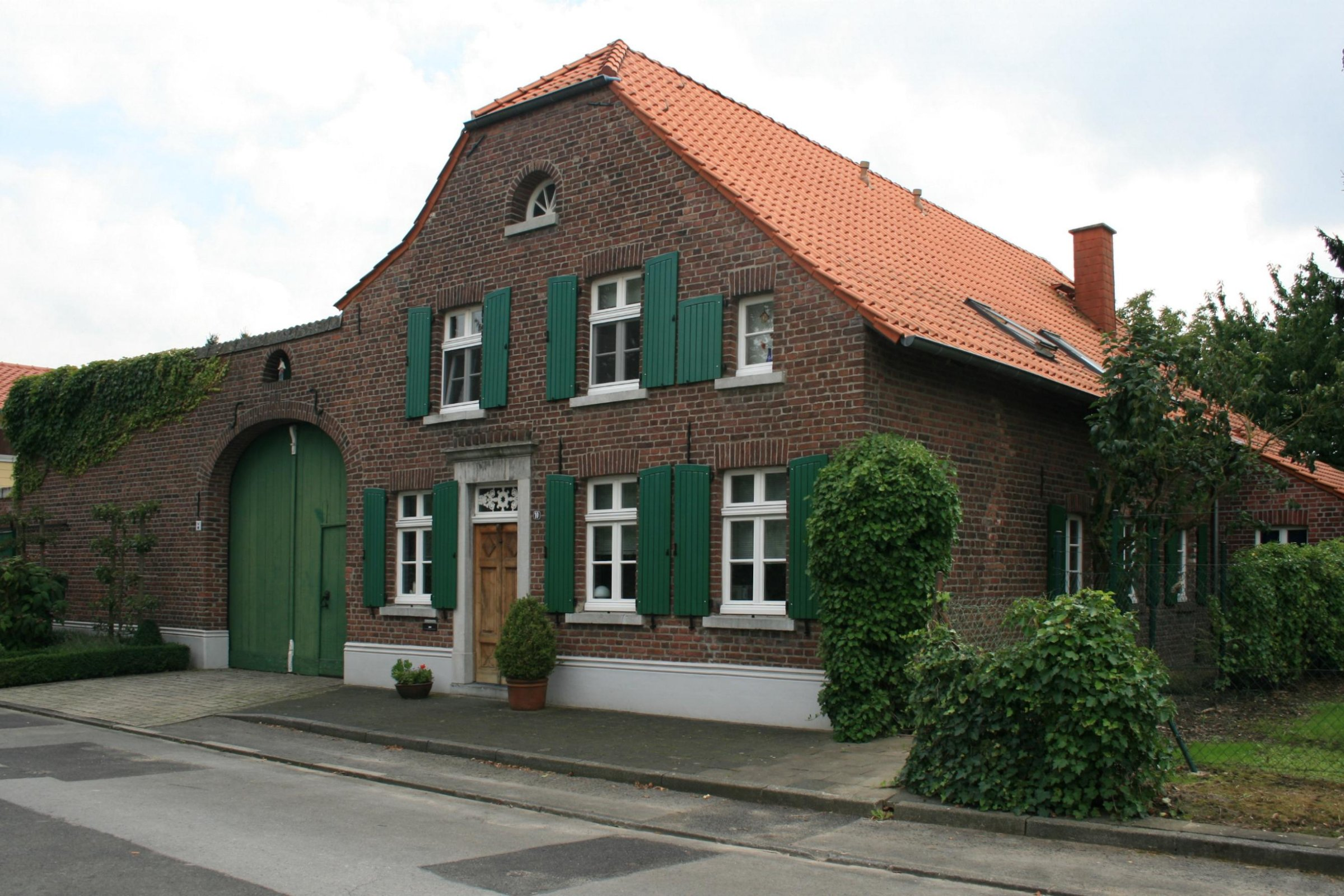
Hofanlage (2010)

Die Hofanlage Zur Mühle 10 steht im Stadtteil Wickrath-Buchholz in Mönchengladbach (Nordrhein-Westfalen).
Das Gebäude wurde 1752 erbaut und unter Nr. Z 001 am 14. Mai  1985 in die Denkmalliste der Stadt Mönchengladbach eingetragen.

## Lage
Das Objekt „Zur Mühle 10“ liegt im Ortskern von Buchholz. 

## Architektur
Bei dem Bau handelt es sich um Rest eines ehemaligen Vierseithofes, von dem nur noch das giebelständige orientierte Wohnhaus und ein Teilstück des bündig anschließenden Torflügels vorhanden sind. Das Satteldach ist am Wohngiebel als Krüppelwalmdach ausgebildet. Das Objekt ist als Baudenkmal schützenswert.